# Kate Brian
Kate Brian (właśc. Kieran Scott; ur. 11 marca 1974) – amerykańska pisarka popularnych książek dla młodzieży. 
Brian jest z New Jersey, gdzie mieszka z mężem i synem.

## Powieści

### Private (Wydane w Polsce)
- Tylko dla wybranych (1 tom)
- Impreza zamknięta (2 tom)
- Poza zasięgiem (3 tom)
- Kto się przyzna (4 tom)
- W wąskim gronie (5 tom)
- Impreza Musi Trwać (6 tom)
- Ambicja (7 tom)

Książki już dostępne w stanach:
- Private (July 1 2006)
- Invitation Only (November 7 2006)
- Untouchable (December 26 2006)
- Confessions (April 24 2006)
- Inner Circle (August 28 2007)
- Legacy (February 19 2008)
- Ambition (May 5 2008)
- Revelation (September 16 2008)
- Last Christmas: The Private Prequel (October 7 2008)
- Paradise Lost (February 24 2009)
- Suspicion (September 8 2009)
- Scandal (March 9 2010)
- Vanished (August 31, 2010)
- The Book of Spells: A Private Prequel (December 21 2010)
- Ominous (February 22, 2011)
- Vengeance (September 6, 2011)

### Prequels (Nie wydane w Polsce)
- Last Christmas (October 7 2008)
- The Book of Spells (December 21 2010)

### Spin - Offs (Nie wydane w Polsce)
- Privilege (December 30 2008)
- Beautiful Disaster (June 2 2009)
- Perfect Mistake (October 27 2009)
- Sweet Deceit (June 8 2010)
- Pure Sin (October 5 2010)
- Cruel Love (June 7 2011)

### Trylogia
- Szkoła dla blondynek (1 tom)
- Brunetki kontratakują (2 tom)
- Zakochana Cheerleaderka (3 tom)

### Pozostałe
- Klub Niewiniątek
- Księżniczka i Żebraczka
- Megan przewodnik po chłopcach
- Odlotowa szesnastka
- Idealny chłopak
- Szczęśliwy T-shirt
- Chłopak na Gwiazdkę